# Metasynaptops ratcliffei
Metasynaptops ratcliffei es una especie de coleóptero de la familia Attelabidae.

## Distribución geográfica
Habita en Indonesia.